# Ифет Ђаковац
Ифет Ђаковац (5. децембар 1997) босанскохерцеговачки је фудбалер који тренутно наступа за Акрон из Тољатија.

## Каријера
Ђаковац је фудбал почео да тренира у подмлатку Слоге из Сјенице, а касније преко ужичке Слободе стигао у омладинце београдског Партизана. Као сениор је најпре задужио дрес чајетинског Златибора те је за тај клуб клубом наступао у Зони Дрина и Српској лиги Запад. Две и по године играо је за екипу Тутина, после чега се вратио у Златибор са којим се потом такмичио у Првој и Суперлиги Србије. У јануару 2021. потписао је за ТСЦ из Бачке Тополе, а вредност трансфера процењена је на 100 хиљада евра. Средином марта 2023. продужио је уговор с ТСЦ-ом до 2026. године.
Ђаковац је 2024. године добио босанскохерцеговачки пасош и дебитовао за Босну и Херцеговину.

## Трофеји, награде и признања

### Екипно
Златибор Чајетина
- Зона Дрина : 2015/16.[12]
- Прва лига Србије : 2019/20.[13]

### Појединачно
- Најбољи фудбалер Војводине за 2022. годину по избору Дневника[14][15]
- Награда Дискретни хероји за хуманост (заједно с Гораном Антонићем, Ненадом Филиповићем, Јосипом Ћалушићем и Мартином Мирчевским)[16]